# Maria Nurowska

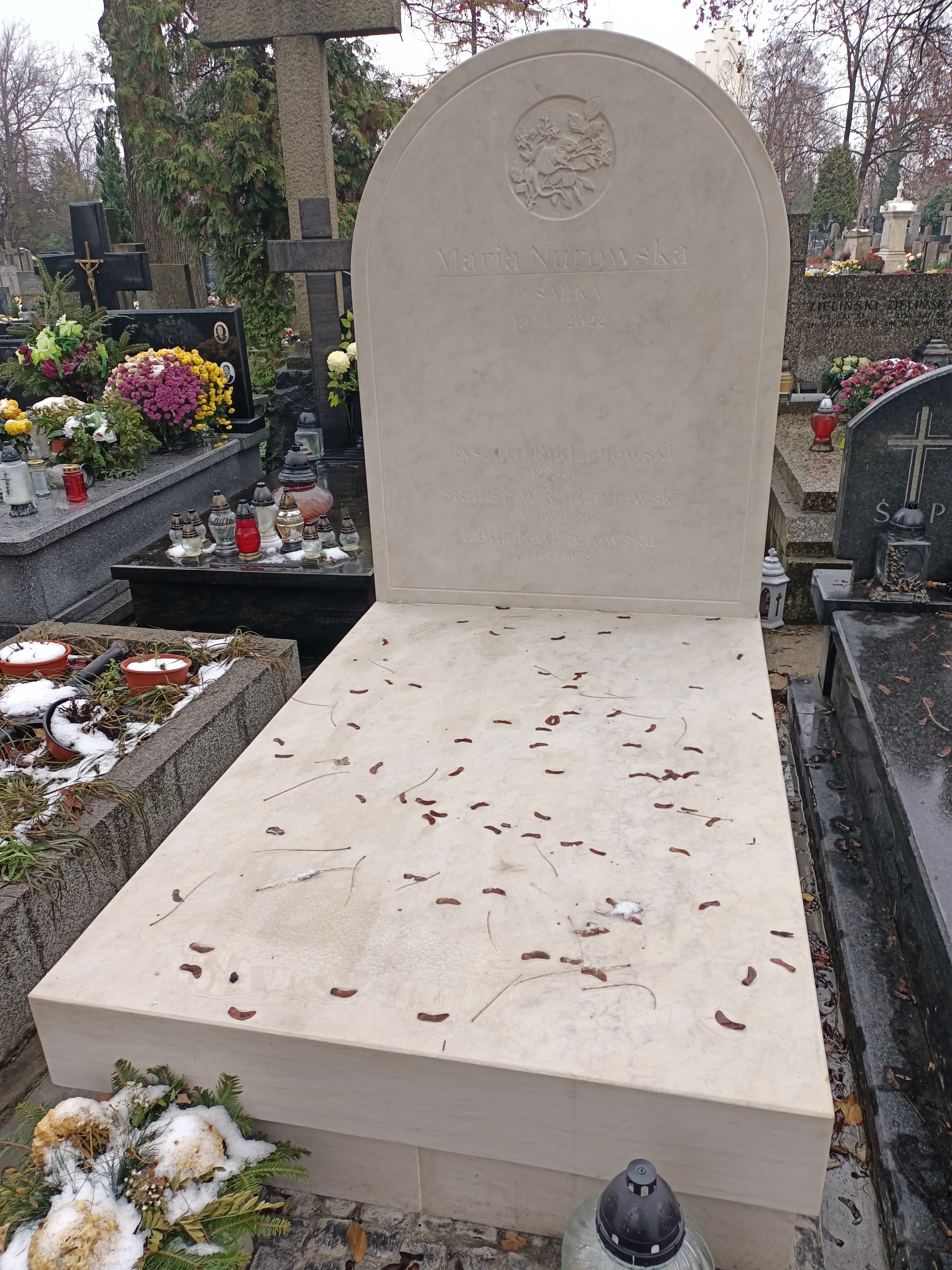
Grób Marii Nurowskiej na cmentarzu w Wilanowie

Maria Nurowska (ur. 3 marca 1944 w Okółku na Suwalszczyźnie, zm. 3 lutego 2022) – polska powieściopisarka i nowelistka.

## Życiorys
Absolwentka filologii polskiej i słowiańskiej na Uniwersytecie Warszawskim (1974). Debiutowała na łamach tygodnika „Literatura”. Była członkinią Stowarzyszenia Pisarzy Polskich.
Była bohaterką filmu dokumentalnego Świat Marii (2008), który stworzył jej wnuk, Maciej Raczyński.
Mieszkała w Bukowinie Tatrzańskiej.

## Twórczość
- Małżeństwo Marii Kowalskiej – sztuka teatralna (dramat)
- Przerwa w podróży – sztuka teatralna
- Nie strzelać do organisty – opowiadania (1975)
- Moje życie z Marlonem Brando (1976)
- Po tamtej stronie śmierć (1977)
- Wyspa na lądzie (1979) – pierwsza powieść dla młodzieży
- Reszta świata (1981) – druga powieść dla młodzieży
- Kontredans (1983)
- Sprawa honoru (1983)
- Innego życia nie będzie (1987)
- Postscriptum (1989)
- Hiszpańskie oczy (1990)
- Listy miłości (1991)
- Panny i wdowy – Saga: Zniewolenie (1991), Zdrada, Poker (1991), Piołun (1992), Czyściec (1992). Drugą wersją sagi „Panny i wdowy” jest dwutomowy „Wiek samotności”, o akcji doprowadzonej do roku 1991.
- Gry małżeńskie (1994)
- Rosyjski kochanek (1996)
- Wiek samotności (1996) – rozwinięta wersja sagi „Panny i wdowy”, o akcji doprowadzonej do roku 1991, wydana w postaci dwutomowej.
- Tango dla trojga (1997)
- Miłośnica (1998)
- Niemiecki taniec (2000)
- Mój przyjaciel zdrajca – powieść biograficzna o Ryszardzie Kuklińskim (2002)[5][6]
- Imię twoje – cykl: Imię twoje... (2002); Powrót do Lwowa (2005); Dwie miłości (2006);
- Gorzki romans (2003)
- Księżyc nad Zakopanem (2006)
- Anders (2008)[7]
- Sprawa Niny S. (2009)
- Nakarmić wilki (2010)
- Wybór Anny (2010)
- Requiem dla wilka (2011)
- Drzwi do piekła (2012)
- Dom na krawędzi (2012)
- Sergiusz, Czesław, Jadwiga (2013)
- Matka i córka. Maria Nurowska i Tatiana Raczyńska w rozmowach z Martą Mizuro (2013)
- Zabójca (2014)
- Miłość rano, miłość wieczorem (2014)
- Wariatka z Komańczy (2015)
- Bohaterowie są zmęczeni (2016)
- Dziesięć godzin (2017)

Tłumaczenia na niemiecki:
- Jenseits ist der Tod [Po tamtej stronie śmierć] (1981)
- Das Mädchen im Elfenbeinturm [Reszta świata] (1985)
- Postscriptum für Anna und Myriam [Postscriptum] (1991)
- Briefe der Liebe [Listy miłości] (1992)
- Ein anderes Leben gibt es nicht [Innego życia nie będzie](1994)
- Spanische Augen [Hiszpańskie oczy] (1994)
- Ehespiele [Gry małżeńskie] (1995)
- Der russische Geliebte [Rosyjski kochanek] (1998)

Tłumaczenia na francuski:
- Post-Scriptum pour Myriam et Anna [Postscriptum] (1993)

Tłumaczenie na czeski:
- Dopisy lásky [Listy miłości] (2005)